# Epilohmannia taeda
Epilohmannia taeda är en kvalsterart som först beskrevs av Bolen och Sidney T. McDaniel 1989.  Epilohmannia taeda ingår i släktet Epilohmannia och familjen Epilohmanniidae. Inga underarter finns listade i Catalogue of Life.